# Каукс, Каре
Ка́ре Ка́укс (Ка́рэ Ка́укс, эст. Kare Kauks; род. 2 июня 1961, Кехра) — эстонская певица, победительница музыкальных конкурсов «Юрмала-1987» и «Тарту-87».

## Биография
Родилась 2 июня 1961 года в городе Кехра, уезд Харьюмаа, Эстония. Училась в Таллинской музыкальной школе (эст.) в классе Хейди Тамме (эст.), затем — в музыкальном училище имени Георга Отса. Там же затем работала педагогом по вокалу 12 лет. С мужем-юристом (Indrek Orav) вырастила двух дочерей.
В 1986—1989 годах пела в составе эстонской поп- и рок-группы «Махавок» (эст. Mahavok).
В 1987 году Каукс победила сразу на двух престижных музыкальных конкурсах в СССР. С песней «Просто так уйти» (Lihtsalt minna nii) она заняла первое место на II Всесоюзном телевизионном конкурсе молодых исполнителей советской эстрадной песни «Юрмала-87» (в качестве сольной исполнительницы). Также была победа на Тартуском рок-фестивале в 1987 году, где Каукс вместе с группой «Махавок» получила гран-при. Песня «Голос гор» (Mägede Hääl), исполняемая только на эстонском языке, имела всесоюзную популярность (4-е место по итогам года в рейтинге «Московского комсомольца»). Группа два года успешно гастролировала по всему Союзу, давая до 10 концертов в месяц. В 1987 году фирма «Мелодия» выпустила большой диск с их записями. По опросу эстонского молодёжного журнала «Ноорус» Каукс была названа лучшей певицей Эстонии 1987 года. В 1988 году газета «Московский комсомолец» в своём очередном ежегодном общесоюзном рейтинге групп назвала группу «Махавок» (солисткой которой была Каукс) 4-й группой в СССР.
Каре Каукс в период работы в музыкальном училище им. Г. Отса воспитала нескольких известных эстонских певцов (участник Евровидения Койт Тооме, Эвелин Самуэль, Яника Силламаа, Берт Принги, Марви Валласте и других). Иногда она выступала и сама — например, пела в рок-опере Вайкмаа «Hing ja Iha» и в мюзикле «Hüljatud».
В 2001 году сыграла роль Фантины в эстонской версии мюзикла «Отверженные» в Таллине, спев в нём песню «I Dreamed a Dream». В 2001—2004 и 2009 годах вместе с возрождённой группой «Махавок» сделали несколько новых записей и дали несколько концертов.

## Дискография[1]
- «Mahavok» («Мелодия», LP 12, 1987)
- «Ema näe», Jõulu Top 2 (Seafarm, 1995, CD)
- «Valged jõulud», Jõulutähed (Eesti Raadio, 1995, CD)
- «Talve võlumaa», Jõuluks koju (BG Muusik, 1996, CD MC)
- «See on mu laul», Valter Ojakäär — Meeletu maailm (Eesti Raadio, 1998, CD)
- «On läinud aastad», Eesti kaheksakümnendad (Mahavok, Hitivabrik, 2001, 3CD)
- «Vajub Maa», Mahavok (M Rec, 2002, 2CD)
- «Tunnete keel», Mahavok (M Rec, 2002, CD)
- «Usu ometi», Mahavok (M Rec, 2002, CD)
- «Mägede hääl», Eesti otsib lemmiklaulu, Vol.1 (Versus Trade OÜ, 2009, CD)

## Награды
- Орден Белой звезды V степени (2024 год)[7].